# Derby calcistici in Umbria

Bandiera della regione Umbria.

I derby calcistici in Umbria sono gl'incontri di calcio che vedono opporsi due squadre che hanno sede nell'omonima regione del Centro Italia.
La più famosa sfida calcistica a rientrare in questa definizione vede di fronte il Perugia e la Ternana, i più noti e vincenti club della regione; una partita che infatti esula parzialmente dal contesto, ricadendo sotto il nome di derby dell'Umbria. Per quanto concerne le altre compagini regionali, svettano gl'incontri tra le realtà di secondo piano del Gubbio e del Foligno.

## Storia
La prima volta che si incontrarono delle compagini umbre in un campionato professionistico fu nella Serie C 1938-1939, nella quale proprio in quell'anno si ritrovarono addirittura in cinque nello stesso girone: Perugia, Ternana, Gubbio, Foligno e Tiferno; solo cronologicamente da calendario il primo derby professionistico della storia fu Ternana-Foligno, terminato 2-0. Nella stessa stagione queste cinque squadre disputarono anche la loro prima Coppa Italia, dove ebbero luogo altri derby: Perugia-Tiferno (3-0) e Ternana-Foligno (4-1), e nel turno successivo Ternana-Perugia (1-1 anche dopo i tempi supplementari, venne quindi ripetuta a Perugia con il risultato di 0-2 per i rossoverdi).
Sia per l'importanza delle squadre che per il numero di incontri disputati, la più importante sfida regionale è il derby dell'Umbria Perugia-Ternana. Gli unici altri due derby umbri che sono stati giocati in Serie B sono Perugia-Gubbio (unico provinciale) e Ternana-Gubbio, entrambi precisamente nel campionato 1947-1948 (in cui tutte e tre le squadre retrocessero), mentre quelli in Coppa Italia sono Gubbio-Foligno, Ternana-Foligno e Perugia-Tiferno. Oltre alle quattro formazioni più titolate citate in precedenza, hanno partecipato a queste sfide nelle competizioni professionistiche anche il Tiferno, in occasione della Coppa Italia del 1938-39 e dei campionati di Serie C 1938-39 e 1939-40, la Virtus Spoleto per quattro anni in Serie C dalla stagione 1942-43 a quella del 1947-48, il Gualdo, che s'è aggiunto con una certa stabilità a cavallo degli anni novanta e duemila, e il Castel Rigone, che è salito alla ribalta solo nella stagione 2013-2014.
Fino alla stagione 2013-14, il derby umbro che è stato disputato per più volte nelle competizioni professionistiche è di gran lunga Perugia-Ternana con 62 incontri, di cui 46 nei campionati e 16 nelle coppe; gli altri due più giocati sono Ternana-Foligno per 30 volte (20 nei campionati, 8 nelle coppe e 2 nei play-out del 2011) e Perugia-Gubbio per 23 volte (14 nei campionati e 9 in Coppa Italia Lega Pro). Pur essendo considerati derby minori in quanto mai giocati in Serie A, si tratta di partite sentitissime, che possono sfociare in incidenti anche gravi – come quelli soprattutto negli anni ottanta e novanta tra Perugia e Ternana, e negli anni trenta e cinquanta per quanto riguarda Perugia-Foligno.

## Derby giocati almeno in Serie B

### Perugia-Ternana

Il derby umbro per eccellenza, Perugia-, qui giocato nel corso della stagione 1971-1972.

Il derby dell'Umbria per eccellenza, ed anche il più sentito, è quello tra Perugia e Ternana. Nonostante che i due club hanno entrambi disputato la Serie A, lo hanno fatto in tempi diversi, incontrandosi al massimo nei campionati di Serie B. Con i suoi 62 precedenti è di gran lunga il derby umbro più disputato nelle competizioni professionistiche. Nello specifico le due squadre hanno disputato 16 incontri in Serie B, 16 in Serie C, 10 in Serie C1, 4 in Serie C2, 10 in Coppa Italia e 6 in Coppa Italia Lega Pro.
Il primo incontro ufficiale risale al campionato di Seconda Divisione Umbria 1925-26, mentre il primo in una competizione professionistica fu disputato nella Coppa Italia 1938-1939 nel quale le due squadre pareggiarono a Terni per 1-1, da cui ne conseguì la ripetizione della partita a Perugia dove vinse la compagine rossoverde per 0-2 aggiudicandosi il passaggio del turno; nella stessa stagione si incontrarono per la prima volta anche in un campionato professionistico nella Serie C 1938-1939 in cui a Terni si pareggiò per 0-0, mentre a Perugia si aggiudicarono la vittoria nuovamente i Ternani per 0-1.

#### Statistiche
|                       | Gare | Vittorie Perugia | Pareggi | Vittorie Ternana | Gol Perugia | Gol Ternana |
| Serie B               | 28   | 10               | 9       | 9                | 16          | 13          |
| Serie C/C1/C2         | 30   | 5                | 12      | 13               | 21          | 33          |
| Coppa Italia          | 10   | 3                | 4       | 3                | 14          | 11          |
| Coppa Italia Lega Pro | 6    | 3                | 2       | 1                | 4           | 1           |
| Altre gare ufficiali  | 23   | 10               | 8       | 5                | 32          | 23          |
| Totale                | 97   | 31               | 35      | 31               | 87          | 81          |

Per quanto riguarda le statistiche va notato che nel campionato di Prima Divisione 1930-1931 Ternana-Perugia finì 2-2 sul campo, ma a causa dell'invasione dei tifosi locali venne assegnato a tavolino il risultato di 0-2 alla squadra ospite; Perugia-Ternana nel campionato Prima Divisione 1931-1932 venne sospesa per maltempo al 71' sul risultato di 3-2, e nel recupero la partita finì 2-0 per i biancorossi; nel campionato di Serie C 1940-1941 Perugia-Ternana venne sospesa al 73' per incidenti sul punteggio di 2-3, e la ripetizione dell'incontro finì 0-2.

### Perugia-Gubbio

Una fase di un Perugia-Gubbio della stagione 1987-1988

Altro derby umbro, anche se meno sentito rispetto a quelli precedentemente descritti, è quello provinciale tra Perugia e Gubbio. Questo derby è uno degli unici tre Derby umbri giocati in Serie B (l'unico provinciale), precisamente nel campionato 1947-48 in cui entrambe le squadre retrocessero. Dalla stagione 2013-14 è inoltre anche il terzo derby umbro più disputato nelle competizioni professionistiche con 27 incontri, di cui: 2 in Serie B, 10 in Serie C, 4 in Lega Pro Prima Divisione, 2 in Serie C2 e 9 in Coppa Italia Lega Pro. Le due squadre non hanno invece mai avuto modo di incontrarsi nella Coppa Italia maggiore.
Da notare che nelle partite disputate a Perugia, in tutta la storia la squadra ospite eugubina non è mai riuscita ad imporsi vittoriosa, e nei campionati professionistici riesce a trovarvi il pareggio una volta per 1-1 nella Serie C 1948-1949e uno 0-0 nella Serie C 2020-2021. Nelle gare delle competizioni professionistiche il Gubbio ha vinto per 2-1 in casa nel campionato di Serie B 1947-1948 e ancora per 3-2 nella serie C 2020-2021, unica stagione in cui i rossoblù sono riusciti a rimanere imbattuti contro i Perugini. Nelle partite di Coppa invece il Gubbio non ha mai vinto né in casa ne fuori.
Il primo incontro risale al campionato di Terza Divisione Umbria 1929-30 con i risultati entrambi a favore del Perugia, mentre la prima volta in un campionato professionistico è stata nel campionato di Serie C 1938-39, ed anche questa volta con i biancorossi sempre vincenti.
Aggiornato al 18 marzo 2024

#### Lista dei risultati
| Stagione  | Competizione              | Incontro       | A / R | A / R |
| --------- | ------------------------- | -------------- | ----- | ----- |
| 1929-1930 | Terza Divisione           | Perugia-Gubbio | 3-1   | 2-0   |
| 1936-1937 | Seconda Divisione         | Perugia-Gubbio | 2-2   | 0-2   |
| 1937-1938 | Prima Divisione           | Perugia-Gubbio | 3-0   | 0-1   |
| 1938-1939 | Serie C                   | Perugia-Gubbio | 3-0   | 1-0   |
| 1945      | Campionato regionale 1945 | Gubbio-Perugia | 2-0   | 2-0   |
| 1945-1946 | Serie C                   | Perugia-Gubbio | 4-0   | 4-0   |
| 1947-1948 | Serie B                   | Perugia-Gubbio | 3-0   | 1-2   |
| 1948-1949 | Serie C                   | Perugia-Gubbio | 1-1   | 2-1   |
| 1958-1959 | Interregionale            | Perugia-Gubbio | 1-1   | 2-2   |
| 1987-1988 | Serie C2                  | Perugia-Gubbio | 2-1   | 1-1   |
| 1987-1988 | Coppa Italia Serie C      | Gubbio-Perugia | 0-0   | 1-2   |

| Stagione  | Competizione          | Incontro       | A / R         | A / R         |
| --------- | --------------------- | -------------- | ------------- | ------------- |
| 1988-1989 | Coppa Italia Serie C  | Gubbio-Perugia | 0-0           | 0-1           |
| 1989-1990 | Coppa Italia Serie C  | Gubbio-Perugia | 0-0           | 0-0           |
| 1990-1991 | Coppa Italia Serie C  | Gubbio-Perugia | 1-1           | 1-1           |
| 2007-2008 | Coppa Italia Serie C  | Gubbio-Perugia | 2-2           | 2-2           |
| 2008-2009 | Coppa Italia Lega Pro | Perugia-Gubbio | 5-4 dcr (0-0) | 5-4 dcr (0-0) |
| 2009-2010 | Coppa Italia Lega Pro | Perugia-Gubbio | 1-1           | 1-1           |
| 2012-2013 | Lega Pro              | Perugia-Gubbio | 2-0           | 3-2           |
| 2013-2014 | Lega Pro              | Perugia-Gubbio | 2-1           | 5-0           |
| 2020-2021 | Serie C               | Perugia-Gubbio | 0-0           | 2-3           |
| 2023-2024 | Serie C               | Perugia-Gubbio | 1-0           | 1-0           |

Con l'aggiunta di altri eventuali incontri nella Coppa Italia Centrale 1937-38.

#### Statistiche
|                       | Gare | Vittorie Perugia | Pareggi | Vittorie Gubbio | Gol Perugia | Gol Gubbio |
| Serie B               | 2    | 1                | 0       | 1               | 4           | 2          |
| Serie C/C1/C2         | 12   | 10               | 2       | 0               | 30          | 7          |
| Coppa Italia Lega Pro | 9    | 2                | 7       | 0               | 7           | 5          |
| Altre gare ufficiali  | 8    | 3                | 3       | 2               | 13          | 9          |
| Totale                | 31   | 16               | 12      | 3               | 54          | 23         |

### Ternana-Gubbio

Un momento del derby umbro Ternana-Gubbio (3-0) valevole per la Serie C2 1988-1989

Altro derby umbro, anche se meno sentito rispetto a quelli precedentemente descritti, è quello tra Ternana e Gubbio. È uno degli unici tre Derby umbri giocati in Serie B, precisamente nel campionato 1947-48 in cui entrambe le squadre retrocessero. Le due squadre non hanno mai avuto modo di incontrarsi nella Coppa Italia maggiore, mentre più frequenti sono state le partite disputate in Coppa Italia Serie C.
Da notare che nelle gare di campionato disputate a Terni il Gubbio ha evitato la sconfitta in una sola occasione su 12 vincendo per 1-4 nella Serie C2 1987-1988, mentre in nessuna competizione si è mai pareggiato a Terni.
Il primo incontro risale al campionato di Seconda Divisione Umbria 1934-35, mentre la prima volta in un campionato professionistico è stata nel campionato di Serie C 1938-39, in cui a Terni la squadra rossoverde vinse per 6-0.
L'ultimo incontro è stato disputato in Coppa Italia Lega Pro 2009-10 in cui ha prevalso la compagine eugubina a Terni per 0-1, mentre l'ultimo in un campionato risale al Campionato Nazionale Dilettanti 1994-95.
Aggiornato al 7 ottobre 2009

#### Lista dei risultati
| Stagione  | Competizione   | Incontro       | A / R | A / R |
| --------- | -------------- | -------------- | ----- | ----- |
| 1938-1939 | Serie C        | Gubbio-Ternana | 1-1   | 0-6   |
| 1939-1940 | Serie C        | Gubbio-Ternana | 0-1   | 0-4   |
| 1947-1948 | Serie B        | Gubbio-Ternana | 1-0   | 0-4   |
| 1948-1949 | Serie C        | Ternana-Gubbio | 2-1   | 1-0   |
| 1952-1953 | Promozione     | Gubbio-Ternana | 3-5   | 1-3   |
| 1953-1954 | Promozione     | Gubbio-Ternana | 1-4   | 0-6   |
| 1958-1959 | Interregionale | Gubbio-Ternana | 2-0   | 0-1   |
| 1959-1960 | Serie D        | Ternana-Gubbio | 3-2   | 1-2   |

| Stagione  | Competizione          | Incontro       | A / R | A / R |
| --------- | --------------------- | -------------- | ----- | ----- |
| 1960-1961 | Serie D               | Gubbio-Ternana | 0-0   | 0-4   |
| 1987-1988 | Serie C2              | Gubbio-Ternana | 1-0   | 4-1   |
| 1988-1989 | Coppa Italia Serie C  | Gubbio-Ternana | 0-0   | 3-1   |
| 1988-1989 | Serie C2              | Gubbio-Ternana | 0-0   | 0-3   |
| 1989-1990 | Coppa Italia Serie C  | Ternana-Gubbio | 0-1   | 0-1   |
| 1990-1991 | Coppa Italia Serie C  | Ternana-Gubbio | 4-1   | 4-1   |
| 1994-1995 | C.N.D.                | Ternana-Gubbio | 1-0   | 0-0   |
| 2009-2010 | Coppa Italia Lega Pro | Ternana-Gubbio | 0-1   | 0-1   |
| 2018-2019 | Serie C               | Ternana-Gubbio | 3-0   | 1-1   |

#### Statistiche
|                       | Gare | Vittorie Ternana | Pareggi | Vittorie Gubbio | Gol Ternana | Gol Gubbio |
| Serie B               | 2    | 1                | 0       | 1               | 4           | 1          |
| Serie C/C2            | 10   | 6                | 2       | 2               | 19          | 7          |
| Coppa Italia Lega Pro | 5    | 1                | 1       | 3               | 5           | 6          |
| Altre gare ufficiali  | 12   | 8                | 2       | 2               | 28          | 11         |
| Totale                | 29   | 16               | 5       | 8               | 56          | 25         |

## Altri derby rilevanti

### Ternana-Foligno

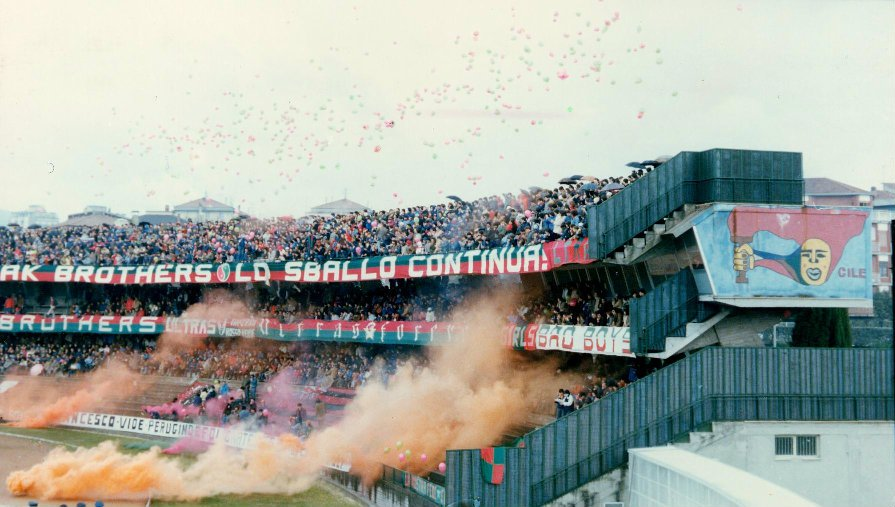
La Curva Est dei tifosi della Ternana durante il derby col Foligno della Serie C1 1983-1984

Un altro sentito derby umbro è quello che si disputa tra Ternana e Foligno, anche a causa dei numerosi incontri nel corso della storia. Nella stagione 2013-14 è infatti il secondo derby umbro più giocato nei campionati professionistici con 30 incontri, di cui: 10 in Serie C, 10 in Serie C1, 2 in Coppa Italia, 6 in Coppa Italia Lega Pro e 2 nei Play-out del 2010-11. È stato giocato inoltre al massimo nel terzo livello del campionato italiano per 28 volte (compresi gli anni in cui il terzo livello era ancora un campionato dilettantistico), e per la prima volta in uno professionistico nel lontano campionato del 1938-39. In questo campionato si affrontarono per la prima volta due squadre umbre professionistiche con la partita Ternana-Foligno terminata 2-0, perciò questo Derby detiene il record di essere stato il primo umbro nei campionati professionisti. Nella stessa stagione le due squadre vennero entrambi ammesse per la prima volta in Coppa Italia, e si incontrarono subito al turno di qualificazione a Terni con il risultato di 4-1 per la squadra di casa. La prima volta che fu disputato questo Derby risale al campionato dilettantistico di Prima Divisione 1929-1930 in cui Ternana-Foligno fu la prima partita del calendario e terminò per 1-1; il campionato terminò con poi il Foligno all'ultimo posto retrocesso e successivamente ripescato.
Tra tutte, la gara storica più importante si può ritenere lo spareggio disputato in campo neutro allo stadio “Santa Giuliana” di Perugia: le cronache riportano che erano presenti almeno 7.000 spettatori provenienti da tutta l'Umbria. Era il 25 aprile 1953, lo spareggio assegnava la vittoria del campionato di Promozione Regionale e la promozione in IV Serie, in quanto Foligno e Ternana avevano concluso al primo posto, a pari punti. Del folignate Sergio Daini la rete che vale un campionato all'11º minuto del secondo tempo supplementare, scatenando l'apoteosi sia in campo che sugli spalti.
Un'altra partita memorabile è lo spareggio Play-Out disputato al termine della stagione di Lega Pro Prima Divisione 2010-2011, che vide vincente e salvo il Foligno, con la Ternana prima retrocessa e poi ripescata a causa dei tanti fallimenti tra le società nello stesso girone.
Da notare che la Ternana non riesce a vincere a Foligno in un campionato professionistico dalla lontana Serie C 1942-1943.
Aggiornato al 22 gennaio 2012

#### Lista dei risultati
| Stagione  | Competizione         | Incontro        | A / R  | A / R |
| --------- | -------------------- | --------------- | ------ | ----- |
| 1929-1930 | Prima Divisione      | Ternana-Foligno | 1-1    | 1-0   |
| 1930-1931 | Prima Divisione      | Ternana-Foligno | 1-0    | 1-2   |
| 1931-1932 | Prima Divisione      | Foligno-Ternana | 1-0    | 1-1   |
| 1932-1933 | Prima Divisione      | Foligno-Ternana | 2-1    | 1-2   |
| 1938-1939 | Coppa Italia         | Ternana-Foligno | 4-1    | 4-1   |
| 1938-1939 | Serie C              | Ternana-Foligno | 2-0    | 1-2   |
| 1939-1940 | Coppa Italia         | Ternana-Foligno | 2-0    | 2-0   |
| 1939-1940 | Serie C              | Ternana-Foligno | 3-2    | 1-1   |
| 1940-1941 | Serie C              | Foligno-Ternana | 1-4    | 2-4   |
| 1941-1942 | Serie C              | Foligno-Ternana | 2-0    | 0-3   |
| 1942-1943 | Serie C              | Ternana-Foligno | 2-2    | 2-1   |
| 1951-1952 | Promozione           | Ternana-Foligno | 1-2    | 0-1   |
| 1952-1953 | Promozione           | Foligno-Ternana | 0-0    | 0-1   |
| 1952-1953 | Promozione/spareggio | Foligno-Ternana | 1-0dts |       |
| 1954-1955 | IV Serie             | Foligno-Ternana | 3-1    | 0-1   |
| 1955-1956 | IV Serie             | Foligno-Ternana | 1-0    | 2-2   |

| Stagione  | Competizione              | Incontro        | A / R | A / R |
| --------- | ------------------------- | --------------- | ----- | ----- |
| 1956-1957 | IV Serie                  | Ternana-Foligno | 0-0   | 0-1   |
| 1958-1959 | Interregionale            | Foligno-Ternana | 0-2   | 1-1   |
| 1963-1964 | Serie D                   | Foligno-Ternana | 2-2   | 0-1   |
| 1982-1983 | Coppa Italia Serie C      | Ternana-Foligno | 1-0   | 0-0   |
| 1983-1984 | Coppa Italia Serie C      | Foligno-Ternana | 0-0   | 1-3   |
| 1983-1984 | Serie C1                  | Foligno-Ternana | 1-1   | 1-2   |
| 1993-1994 | Coppa Italia Dilettanti   | Foligno-Ternana | 0-0   | 0-0   |
| 1993-1994 | C.N.D.                    | Foligno-Ternana | 0-1   | 0-1   |
| 2007-2008 | Coppa Italia Serie C      | Ternana-Foligno | 1-2   | 1-2   |
| 2007-2008 | Serie C1                  | Foligno-Ternana | 1-0   | 1-2   |
| 2008-2009 | Lega Pro 1ª Div.          | Ternana-Foligno | 0-0   | 0-1   |
| 2010-2011 | Lega Pro 1ª Div.          | Ternana-Foligno | 0-2   | 0-0   |
| 2010-2011 | Lega Pro 1ª Div./Play-out | Foligno-Ternana | 1-0   | 1-1   |
| 2011-2012 | Coppa Italia Lega Pro     | Foligno-Ternana | 2-2   | 2-2   |
| 2011-2012 | Lega Pro 1ª Div.          | Ternana-Foligno | 2-1   | 1-1   |

#### Statistiche
|                       | Gare | Vittorie Ternana | Pareggi | Vittorie Foligno | Gol Ternana | Gol Foligno |
| Serie C/C1            | 22   | 9                | 7       | 6                | 31          | 24          |
| Coppa Italia          | 2    | 2                | 0       | 0                | 6           | 1           |
| Coppa Italia Lega Pro | 6    | 2                | 3       | 1                | 7           | 5           |
| Altre gare ufficiali  | 26   | 9                | 8       | 9                | 21          | 23          |
| Totale                | 56   | 22               | 18      | 16               | 65          | 53          |